# Krentenbol

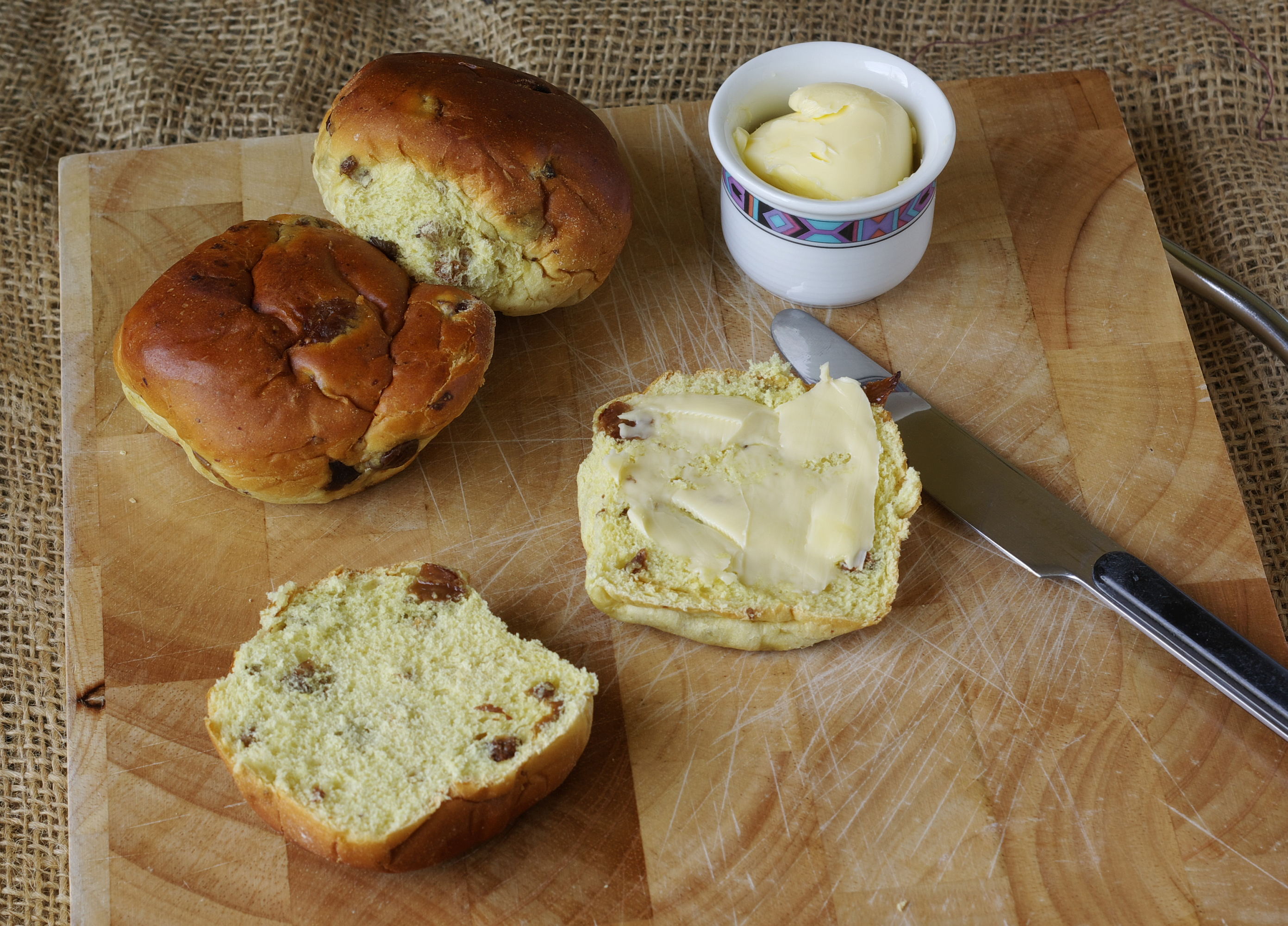
Krentenbollen

Krentenbol (nid. l. mn. krentenbollen) – mała, okrągła, miękka  bułeczka drożdżowa o glazurowanej, ciemnobrązowej powierzchni, charakteryzująca się dużą ilością rodzynek w cieście, powszechnie sprzedawana w sklepach piekarniczych oraz supermarketach w Holandii, konsumowana na śniadanie lub lunch.
Ciasto upieczonej krentenbol jest w środku koloru zielonkawo-żółtego, co jest wynikiem przechodzenia naturalnych barwników z rodzynek do ciasta drożdżowego. Optymalna zawartość drożdży w cieście na krentenbollen wynosi 8%.
Krentenbol można spożywać bez innych dodatków lub przekrojoną i posmarowaną masłem oraz przełożoną plasterkiem żółtego sera, w tym plasterkiem sera żółtego z kminkiem lub posmarowaną serem topionym. Można także posmarować połówki krentenbol dżemem, np. z imbiru i ozdobić plasterkami owoców, np. mango oraz świeżym listkiem kolendry siewnej.
Dietetycy zalecają spożywanie krentenbollen dorosłym i dzieciom, gdyż posiadają dużą wartość odżywczą i są źródłem witaminy B2 i B3. Bułeczka krentenbol zawiera średnio 277 kcal/100 gramów, w tym mniej niż 4 g tłuszczu i 3 g błonnika. Polecane są także dla osób na diecie odchudzającej jako produkt odżywczy dla organizmu, a jednocześnie niskokaloryczny i ubogi w tłuszcz.

## Nazwa
Słowo "krentenbol" oznacza dosłownie kulkę (bol - nid.)
 z krentami(bezpestkowe rodzynki z Koryntu).

## Krentenbol w języku potocznym
W języku potocznym pojawiło się ostatnimi czasy powiedzenie: "Życie to nie jest bułeczka z rodzynkami" (Het Leven Is Geen Krentenbol), które funkcjonuje też w innych wersjach: "Życie to bułeczka z rodzynkami – od czasu do czasu twarda rodzynka się zdarza" (Het leven is een krentenbol; af en toe een harde krent) lub "Życie nie jest bułeczką z rodzynkami, ale twardą bułką" (Het leven is geen krentenbol, maar een hard broodje).